# Musique sénégalaise

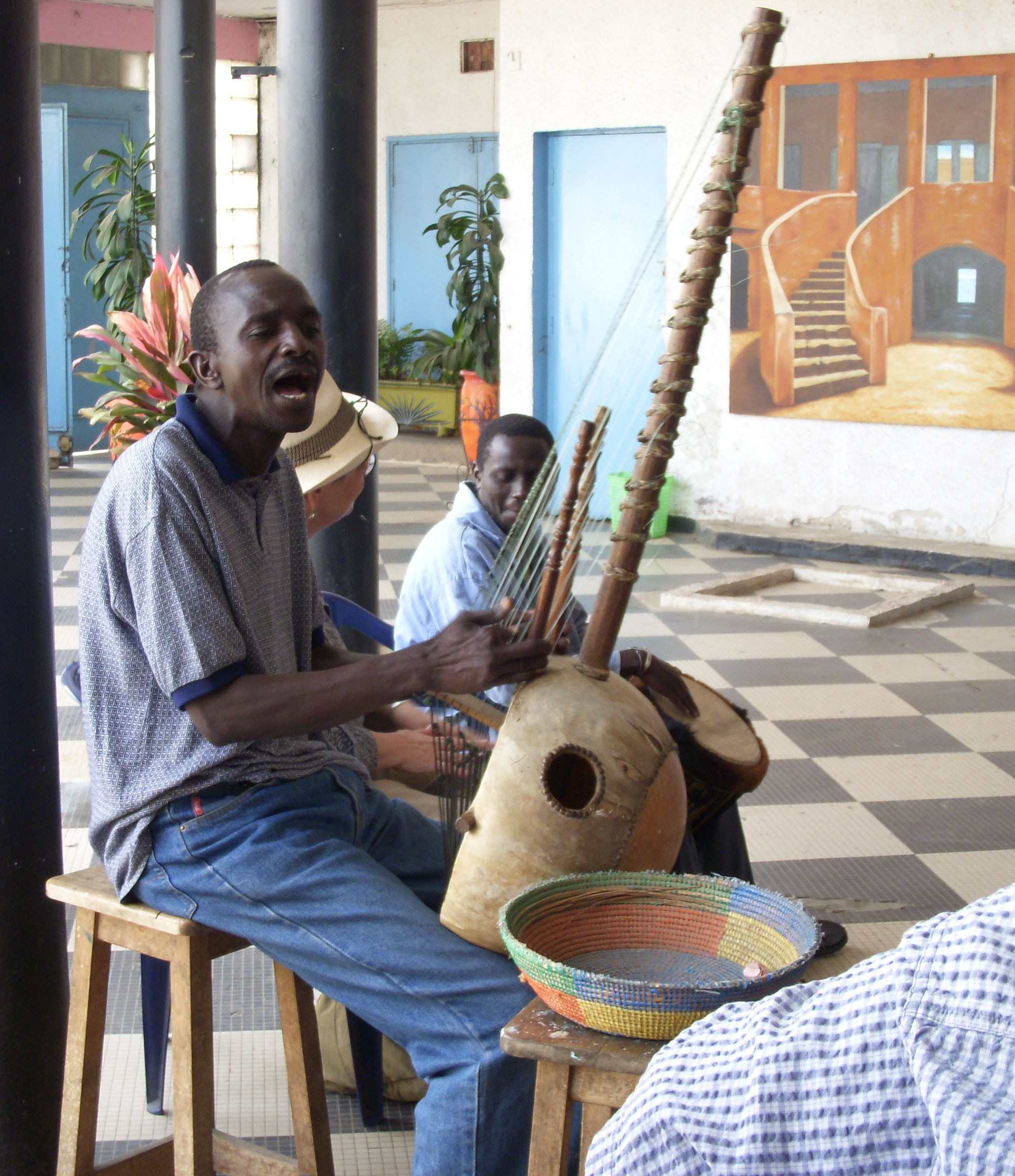
Joueur de kora à Dakar.

La musique sénégalaise comme bien d'autres musiques en Afrique puise ses origines dans les chants des griots qui chantaient à la gloire des rois et des princes. À l'arrivée de l'Islam, des musulmans deviennent  des maîtres paroliers et développent l'art des prières chantées. Ces chants ne sont pas du tout islamistes et juste des prières.
Le patrimoine musical sénégalais est plus connu que celui de la plupart des pays africains, grâce à la popularité du mbalax (musique traditionnelle wolof,), qui est un genre de musique percussive wolof ; elle est popularisée par Youssou N'Dour. Le tambourinage sabar est particulièrement populaire.
Une institution à Dakar, le théâtre national Daniel-Sorano, regroupe d'illustres artistes sénégalais, tel le grand parolier, poète et griot Ndiaga Mbaye qui devient membre dès 1966 et bien d'autres encore. Les générations suivantes de chanteurs vont à leur tour accaparer cette tradition tout en lui donnant un style plus moderne.

## Musique traditionnelle
La population du Sénégal se compose de 41,3 % de Wolofs, 17,8 % de Peuls, 14,7 % de Sérères, 4,9 % de Mandingues, 3,7 % de Diolas et 2,1 % de Soninkas, 1 % d'Européens et de Libanais et 6,4 % de personnes classées comme « autres ». La musique sénégalaise est influencée par ses différents groupes ethniques et griots. Elle a tendance à être rapide et vivante, tandis que les paroles sont en wolof classique avec des rythmes utilisés dans la musique sabar du peuple sérère du royaume du Sine et répandus dans le royaume du Saloum, d'où les migrants wolofs l'ont apportée aux royaumes wolofs. La section des percussions Nder (tambour principal), Sabar (tambour rythmique) et Tama (tambour parlant) tire une partie de sa technique de la musique rituelle des Njuup,,. « Le peuple sérère imprègne son langage quotidien de cadences complexes qui se chevauchent et son rituel d'intenses couches collaboratives de voix et de rythmes ».
Le Njuup est également à l'origine du Tassu, utilisé pour psalmodier d'anciens versets religieux. Les griots de Sénégambie l'utilisent encore lors des mariages, des cérémonies de baptême ou lorsqu'ils chantent les louanges de leurs mécènes. La plupart des artistes sénégalais et gambiens l'utilisent dans leurs chansons. Chaque motif a sa raison d'être et est utilisé à différentes occasions. Les motifs individuels peuvent représenter l'histoire et la généalogie d'une famille particulière et sont utilisés lors des mariages, des cérémonies de baptême, des funérailles, etc.

## Musique populaire après l'indépendance
Avant l'indépendance, la musique populaire sénégalaise se compose d'orchestres de nuit qui jouent de la musique européenne, notamment des chansons américaines et françaises. À l'approche de l'indépendance, alors que le pays cherche à s'éloigner de son passé colonial, la musique populaire sénégalaise commence à être influencée par la musique cubaine qui devient populaire dans toute l'Afrique. Le Star Band d'Ibra Kasse, l'orchestre le plus célèbre des années 1960 et 1970, joue un rôle de premier plan dans la modernisation de la musique sénégalaise. Super Star de Dakar, dirigé par le saxophoniste nigérian Dexter Johnson, est issu du Star Band et constitue l'autre groupe phare de Dakar dans les années 1960. Tous deux jouaient un style fortement influencé par la musique cubaine, mais avec des éléments de musique africaine traditionnelle.
Le sud du Sénégal, appelé Casamance, compte une forte minorité mandingue et commence à produire des maîtres de la kora à la fin des années 1950. Le groupe Touré Kunda est le groupe le plus populaire issu de cette scène, et il commence rapidement à donner de grands concerts dans le monde entier. 
Les années 1970 voient l'influence croissante de la musique traditionnelle sénégalaise. Les tambours traditionnels comme le sabre et le tama sont introduits par des orchestres de premier plan et la musique progresse au cours de la décennie, passant d'une influence latine prédominante au style sénégalais connu sous le nom de Mbalax. Le Star Band et trois de ses ramifications des années 1970 jouent un rôle important dans l'évolution de la musique. En 1970, l'Orchestra Baobab se détache du Star Band, suivi par le No. One de Dakar en 1976. Ces trois groupes se distinguent par l'intégration de styles musicaux traditionnels dans les styles de danse latine communs aux orchestres des boîtes de nuit sénégalaises de l'époque. Dans la ville de Thiès, Royal Band de Thiès et Dieuf Dieul de Thiès sont également considérés comme influents dans l'évolution de la musique populaire sénégalaise.

## Instruments
Les instruments traditionnels comprennent : balafon, bombolong, djembé, ekonting, gongoba, junjung, kora, xalam, sabar, tama, bugarabou, séoruba, et dum dum.